# Phaeanthus vietnamensis
Phaeanthus vietnamensis är en kirimojaväxtart som beskrevs av Nguyên Tiên Bân. Phaeanthus vietnamensis ingår i släktet Phaeanthus och familjen kirimojaväxter. Inga underarter finns listade i Catalogue of Life.